# 巴尔韦德镇
巴尔韦德镇是西班牙阿拉贡自治区特鲁埃尔省的一个市镇。总面积283平方公里，总人口485人（2001年），人口密度2人/平方公里。